# المريمة (المخادر)

تعديل مصدري - تعديل

المريمة هي إحدى قرى عزلة الصفي بمديرية المخادر التابعة لمحافظة إب، بلغ تعداد سكانها 219 نسمة حسب تعداد اليمن لعام 2004.